# Ewa Agnieszka Wójcik
Ewa Agnieszka Wójcik – doktor habilitowana nauk rolniczych w dyscyplinie zootechnika. Profesor Uniwersytetu Przyrodniczo-Humanistycznego w Siedlcach.

## Życiorys
W 2004 roku uzyskała stopień doktora nauk rolniczych w dyscyplinie zootechnika na podstawie rozprawy zatytułowanej „Charakterystyka kariotypu drobiu wodnego” napisanej pod kierunkiem prof. dr hab. Elżbiety Marii Smalec. Stopień doktora habilitowanego nauk rolniczych w dyscyplinie zootechnika uzyskała w 2015 roku na podstawie dzieła pt. „Niestabilności chromosomowe u drobiu”.

## Działalność naukowa
Jej działalność naukowa skupia się głównie wokół tematyki związanej z genetyką oraz cytogenetyką zwierząt. Jest autorką wielu publikacji naukowych z tego zakresu w indeksowanych wydawnictwach naukowych znajdujących się w bazie Web of Science.

## Nagrody i odznaczenia
Odznaczona Medalem Brązowym Za Długoletnią Służbę oraz Medalem za Zasługi dla Siedleckiej Uczelni.